# Samir Shaker
Samir Shaker Mahmoud (né le 28 février 1958 à Bagdad) est un footballeur et entraîneur irakien.

## Biographie
Il participe à la Coupe du monde 1986. Lors de ce mondial il crache sur l'arbitre colombien Jesús Díaz Palacio (lors du match Belgique-Irak), ce qui lui vaut une suspension d'une année. 
Il joue ensuite les Jeux olympiques d'été de 1988 avec la sélection irakienne.
Il est le sélectionneur du Bangladesh de 1998 à 1999, atteignant la finale de la Coupe d'Asie du Sud 1999.